# Liste der Straßenbrunnen im Berliner Bezirk Lichtenberg
Die Liste der Straßenbrunnen im Berliner Bezirk Lichtenberg ist eine Übersicht der aktuell (Stand 2018) existierenden Brunnen in den Ortsteilen des Bezirks. Der Bezirk besteht aus den Alt-Bezirken Lichtenberg und Hohenschönhausen, wodurch der Zusatz „H“ und „L“ sowie „N“ (für den Ortsteil Neu-Hohenschönhausen) zu den durchlaufenden Brunnenzahlen nötig wurde.
Zu den Grundsätzen und Bauformen der Berliner Notwasserbrunnen siehe Liste der Straßenbrunnen in Berlin.

## Überblick
Im Bezirk gibt es 91 Handschwengelpumpen zur Notwasserversorgung mit oberflächennahem Grundwasser (Stand: 7. Februar 2018). Von diesen stehen 36 auf dem Gebiet des vormaligen Bezirks Hohenschönhausen und 55 auf ursprünglich Lichtenberger Bezirksterritorium. Die Zuordnung zum Zivil- und Katastrophenschutz sowie die finanzielle Verantwortung bei der Instandhaltung und Wartung ergibt die Gliederung in Bundes- und Landesbrunnen. Die 58 Bundesbrunnen sind in der Tabelle direkt benannt. Beim Fehlen einer solchen Anmerkung handelt es sich um die Landesbrunnen, die in der Verantwortung der Senatsverwaltung stehen und jeweils von der Bezirksverwaltung (Straßen- und Grünflächenamt) betreut werden. Brunnenstandorte befinden sich auf bezirkseigenem Gelände vorzugsweise auf Straßenland. Jedoch wurden 24 Quellen auf Privatland erbohrt, weshalb deren offener Zugang teilweise beschränkt wurde, eine entsprechende Anmerkung ist in der Liste enthalten. Die Auswahl der Standorte erfolgte bis 1990 auf allgemein-öffentlichem Grund, nach der Wende entstanden um die Wohnbauten private Grundstücke der weiter bestehenden aber teilweise umfirmierten Wohnbaugesellschaften, die die Gesamtverantwortung haben.
Mit der geografischen Ausdehnung des Bezirks zwischen Wartenberg, Hohenschönhausen Nord und Karlshorst Süd ergibt sich zwangsläufig, dass die Brunnen auf unterschiedlichen Grundwasserbereichen stehen. In der Liste ist deren Bohrtiefe (10–60 Meter) bis zur genutzten Grundwasserschicht und der am Standort vorhandene Flurabstand von oberflächennahem Grundwasser aufgenommen. Anzumerken ist, dass die Großsiedlung Neu-Hohenschönhausen ab 1980 auf früheren Rieselfeldern des Gutes Falkenberg errichtet wurde, eine langfristige Wirkung auf die Grundwasserqualität konnte nicht nachgewiesen werden.
Die Liste ist nach Ortsteilen, Adressen, Baujahr, Bohrtiefe und Pumpenform sortierbar. Ergänzend ist der Flurabstand des Grundwassers vor Ort hinzugefügt. Die tatsächliche Brunnentiefe liegt, um geeignetes Wasser zu fördern, meist um 50 Meter. Die Wasserqualität wird regelmäßig vom Gesundheitsamt beprobt. Auf dem Schaft von 72 der 91 einheitlich grün gestrichenen Plumpen wird mit einem farblich umrandeten weißen Schild „Kein Trinkwasser“ auf die eingeschränkte Nutzung verwiesen. Bei der Benutzung für Trinkzwecke sind deshalb entsprechende Maßnahmen erforderlich. In der Spalte Anzahl der Einwohner ist die im Umkreis des Straßenbrunnens im Notfall zu versorgende Anwohnerzahl gemeint. Für Berlin galt vormals ein wünschenswerter Abstand von 300 Metern, die seit Mitte 1960 festgesetzte Planungszahl besagt, dass je Handpumpe (möglichst) 1500–2500 Anwohner zu versorgen sind. Mehrere Brunnen in Neu-Hohenschönhausen und Fennpfuhl, die auf privatem Grundstück der Wohnungsbaugenossenschaften liegen, sind nicht offen zugänglich, da aus Gründen der Ordnung und Sicherheit hüft- bis übermannshohe Zäune die betroffenen Rasenflächen absperren.
Nicht näher erkennbare Grundstücksnummern sind (im Gegensatz zu Hausnummern) in Klammern und teilweise mit „#“ markiert. Die Zahlen an den Pumpensäulen wurden innerhalb der Alt-Bezirke vergeben. Damit sich keine Ziffern wiederholen sind im Bezirk Lichtenberg „L“ und „H“ zur Unterscheidung beider Zählreihen vorgesetzt. Die Beschreibung wird mit Bildern ergänzt, die (teilweise nach Ortsteil) gegliedert auf Wikimedia-Commons zu finden sind.
Nach der Bauart gibt es im Bezirk 9 Krausebrunnen der 1920er Jahre, die restlichen Brunnenständer entsprechen der Säulenform, wovon elf einteilig sind, 34 Ständer sind aus drei Teilen verschraubt, es gibt 36 der aus zwei Teilen zusammengesetzten dicken Säulen.
Eine aktuelle Standortbestimmung ergibt sich aus der Darstellung der Ergebnisse der Straßenbefahrung, die 2014/2015 vom Senat beauftragt wurde. Digital wurden danach die Straßenmöbel und Ausstattungszustücke ausgewertet und auf Kartenmaterial unter Geoportal des Landesvermessungsamtes dargestellt. Erreichbar ist das Kartenmaterial über den Link des Geoportals. Die für diesen Artikel wichtigen Kartendetails sind mit dem Suchwort „Straßenbefahrung 2014“ erreichbar und mit der entsprechenden Adresse zu suchen. Standorte der Straßenbrunnen sind mit einem blauen Quadrat markiert. Als Untergrund für die Darstellung kann verschiedenes Kartenmaterial ausgewählt werden. Der Überblick über die Standorte von Berliner Straßenbrunnen ist über eine OSM-gestützte Karte im Vergleich der WP-erfassten und der 2014 erfassten Plumpen zu erreichen.
Für die Ortsteile des Bezirks werden Abkürzungen des Statistik-Amtes nach den LOR-Listen benutzt.
| - Falkb = Falkenberg - Fenpf = Fennpfuhl - Frife = Friedrichsfelde | - AHohs = Alt-Hohenschönhausen - NHohs = Neu-Hohenschönhausen - Karlh = Karlshorst - Liber = Lichtenberg | - Malch = Malchow - Rumbg = Rummelsburg - Wartb = Wartenberg |

Die in der Brunnen-Liste notierten Fakten stammen vom Anfang des Jahres 2018. Nach regelmäßigen Beprobungen auf Wasserqualität oder den Komplexkontrollen durch Brunnenfirmen können Änderungen entstehen. Im Bedarfsfall ist individuell der zeitgerechte Zustand am jeweiligen Standort festzustellen.

## Notfall-Wasserbrunnen im Bezirk Lichtenberg
Entsprechend der Auskunft des Bezirksamtes Lichtenberg vom November 2019 stehen im Bezirk insgesamt 91 Brunnen, 2009 waren es 88. Für Trinkwasserzwecke nicht unmittelbar geeignet sind demnach 35 Standorte wegen chemischen und 78 wegen bakteriologischen Verunreinigungen. Für 2016 wurden aus dem Bezirksamt auf eine schriftliche Anfrage von 2017 75 funktionsfähige Brunnen genannt. Die Liste (Stand 11/2019) enthält 91 Einträge (wobei eine als abgebaute oder eingelagerte Straßenbrunnen). Bei einer angestrebten Anzahl von 1500 Einwohnern je Brunnen folgt aus der Einwohnerzahl (280.721) ein Bedarf von 187 Straßenbrunnen.
| Ortsteil | Brunnen-Nr. | Adresse, Standort                                                   | Baujahr      | Brunnentiefe (m) Flurabstand | Anzahl Einwohner | Typ                              | Foto und Anmerkungen |
| -------- | ----------- | ------------------------------------------------------------------- | ------------ | ---------------------------- | ---------------- | -------------------------------- | --- |
| Liber    | L001        | Möllendorffstraße 116 Lage                                          | 1900         | 28 15–20 m                   | 4.000            | dicke Säule (zweiteilig)         | Der Straßenbrunnen steht unmittelbar an der Nordwestecke der einmündenden Deutschmeisterstraße, zur Hausnummer 2, auf dem Gehweg neben dem Radweg an der Straße. Die Säule ist auf einer quadratischen Grundplatte am unteren Zylinderrohr mit vier Schrauben auf dem Standrohr montiert. Der Abfluss erfolgt über einen runden halboffenen Rost in die Straßenentwässerung. Im Eigentum des Bundes |
| Rumbg    | L002        | Sophienstraße (#29) Lage                                            | 1900         | 13,6 1,5–2 m                 | 3.560            | Krausebrunnen                    | Der Brunnen im Weitlingkiez steht 15 Meter in der Sophienstraße von deren Nordwestecke mit der Eitelstraße. Der Standort befindet sich auf öffentlichem Straßenland auf dem Randstreifen des Gehwegs vor dem Eckgrundstück mit der Kita der Neuapostolischen Kirche (Eitelstraße 20). Der Wasseraustritt zeigt zur Fahrbahn, im rechten Winkel dazu der Schwengel. Das abfließende Pumpenwasser fällt in einen Tränkstein mit ovaler Mulde und dann über den Bordstein zum Straßeneinlauf. Die Pumpe ist mit zwei Baumschutzbügeln gegen Anfahren geschützt. |
| Rumbg    | L003        | Marie-Curie-Allee 120 Lage                                          | 2001         | 40 1,5–2 m                   | 4.000            | dicke Säule (zweiteilig)         | Der Brunnen steht in der Marie-Curie-Allee am Vorplatz zur Ecke Rummelsburger Straße. Das Straßenland und der Gehweg mit dem Standort des Brunnens gehören zu Rummelsburg, die Wohnhäuser und die weitere Gegend zur Rummelsburger Straße gehören zu Friedrichsfelde. Der Brunnen befindet sich auf der erweiterten Gehwegfläche vor dem Garten eines Restaurants im gefasten Eckhaus Rummelsburger Straße 84. Schwengel und Austrittsjahr liegen sich gegenüber, das überschüssige Wasser fällt in den runden Straßeneinlauf davor. Im Eigentum des Bundes |
| Rumbg    | L004        | Tuchollaplatz (ggü.2) Lage                                          | 2010         | 10,3 2–2,5 m                 | 3.400            | Krausebrunnen                    | Der Brunnen steht an der nördlichen Sackgasse von der Geusenstraße zur Türrschmidtstraße, 15 Meter vor der Ostecke des dreieckigen Platzes. Er trägt auf einer Seite des Pumpenkörpers die weiße Ziffer 4, auf der entgegengesetzten Seite steht in weißer Schrift L 4, das L geringfügig übermalt. Überschüssiges Wasser läuft in einen granitenen Tränkstein und von dort in die Regenwasserkanalisation. Schräg vom Brunnenstandort über die Türrschmidtstraße hinweg befindet sich das Museum Lichtenberg im Stadthaus (Ecke Stadthausstraße, Türrschmidtstraße 24.). Vom RBB ist der Tuchollaplatz (mit Pumpe) 2018 in die Reportagereihe Bratwurst, Blumen, Budenzauber aufgenommen worden. |
| Fenpf    | L005        | Anton-Saefkow-Platz 11 Lage                                         | 1982         | 60 30–40 m                   | 4.000            | dicke Säule (zweiteilig)         | Der Brunnen wurde mit der Anlage des Ortsteils Berlin-Fennpfuhl in den 1970er Jahren installiert. Seine Wartung funktioniert nicht zuverlässig, denn sein Schwengel federt bei den Pumpbewegungen häufig zurück. Am oberen Teil der Brunnensäule ist mit weißer Schrift die Nummer „5“ aufgetragen. Er steht leicht erhöht gegen den umgebenden Fußwegbereich und ist mit Kleinpflaster eingefasst. Im Eigentum des Bundes |
| Liber    | L006        | Schulze-Boysen-Straße ggü. 10 (Parkplatz) Lage                      | 2006         | 38,5 2,5–3 m                 | 4.000            | einteilige Säule                 | Der Brunnen befindet sich an der Schulze-Boysen-Straße seitlich an einem Parkplatz, der für Kunden eines Aldi-Marktes hinter dem südlichen Wohnblock der Frankfurter Allee angelegt wurde. Brunnenständer und Straßeneinlass befinden sich mit der Betonplatte zwischen dem Streifen am Straßenrand. Gegenüber dem Pumpenstandort liegt das Schulgeländes der Mildred-Harnack-Schule, die auch ein Kinder- und Jugendzentrum beherbergt. |
| Liber    | L007        | Normannenstraße 32 nahe Ruschestraße Lage                           | 1967         | 45,5 20–30 m                 | 2.500            | einteilige Säule                 | Der Brunnen steht in der Normannenstraße vor der Südwestecke des Hans-Zoschke-Stadions, etwa 15 Meter nach Osten an der Normannenstraße. Südlich gegenüber befindet sich das (vormalige MfS-)Gebäude Normannenstraße 19 (in den 1990er Jahren Lichtenberger Congress Centrum). Der Wasserüberlauf fällt in den runden Straßeneinlass im Formsteinfeld neben dem Bordstein. |
| Liber    | L008        | Gudrunstraße/Fanningerstraße 71 Lage                                | 1967         | 50,5 20–30 m                 | 2.800            | dreiteilige Säule                | Die Pumpe befindet sich auf einem kleinen dreieckigen Platz an der Mündung der Gernot- und der Fanningerstraße in die Gudrunstraße. Sie steht gegenüber vom Haus Fanningerstraße 71 mit dem runden Straßeneinlass einbetoniert auf einer Kleinpflasterung des Platzes. Im Eigentum des Bundes |
| Karlh    | L009        | Liepnitzstraße ggü. 35 Lage                                         | 1967         | 39 2–2,5 m                   | 1.000            | Krausebrunnen                    | Der Brunnen steht auf der Liepnitzstraße vor dem Seepark gegenüber von Parzelle 35, einer Garagenanlage. Der Schwengel zeigt parallel zum Fußweg und quer zum Wasseraustritt zur Fahrbahn. Der Brunnen und der runde, halboffene Straßeneinlass befinden sich auf einem grünen Randstreifen am Fußweg. Der Standort an der Westseite der Straße liegt je 30 Meter von den angrenzenden Wohnhäusern Liepnitzstraße 32 an der Ecke Traberweg und 40 (Ecke Rödelstraße) entfernt. |
| Karlh    | L010        | Heiligenberger Straße 11 Lage                                       | 1967         | 33 3–4 m                     | 2.500            | dicke Säule (zweiteilig)         | Der Brunnen steht in der Heiligenberger Straße (Ostseite) zwischen Ehrlich- und Wandlitzstraße auf dem grünen Randstreifen vor dem viergeschossigen Wohnhaus 11. Die Entfernung zur Ehrlichstraße beträgt 40 Meter. Im Eigentum des Bundes |
| Karlh    | L011        | Rheingoldstraße ggü. 39 Lage                                        | 2013         | 28 3–4 m                     | 2.500            | Krausebrunnen                    | Der dreieckige Johanna-und-Willy-Brauer-Platz wird an der Rheingoldstraße von der Königswinter- und der Lahnsteiner Straße gebildet, die Sinziger Straße mündet von Westen. Der Brunnen steht am Nordzipfel des Platzes zur Rheingoldstraße gegenüber vom Grundstücke 39 mit einer zweigeschossigen Stadtvilla. Im Eigentum des Bundes |
| Karlh    | L012        | Hönower Straße 33 Lage                                              | 1967         | 24,5 3–4 m                   | 4.000            | dicke Säule (zweiteilig)         | Der Brunnen steht in der Hönower Straße unmittelbar Ecke Cäsarstraße (geht nach Süden als Hentigstraße weiter) am Rand der Straße und neben den Quer-zur-Straße-Parkflächen. Der Standort schließt mit der rechtwinkligen Hausecke (im Erdgeschoss eine Bäckerei mit Straßenverkauf) der Ende der 1920er Jahre erbauten Häuserzeile ab. Der Pumpwasserablauf erfolgt über den schmalen Bordstein. Auf der Straßenecke steht ein Buschwerk. Im Eigentum des Bundes |
| Karlh    | L013        | Walkürenstraße (#1) Lage                                            | 1967         | 33 4–7 m                     | 2.300            | dicke Säule (zweiteilig)         | Der Straßenbrunnen 13 steht in der Walkürenstraße und ist am Gehwegrand mit dem runden Abflussrost zwischen den Wegplatten auf einer 1,20 × 0,60 m² Betonfläche eingesetzt. Gegen unbeabsichtigtes Umstoßen durch Kraftfahrzeuge sind 60 cm und 80 cm entfernt zwei Baumschutzbügel angebracht, wie sie auch bei Baumscheiben genutzt werden. Der Handschwengel und das schmucklose Auslaufrohr sind parallel zur Fahrbahn gesetzt. „Kein Trinkwasser“ ist auf einer zur Fahrbahn gerichteten Kunststoffscheibe notiert. Der Standort an der nördlichen Straßenseite ist 50 Meter von der Mündung der Ilsestraße entfernt. Die westlich abzweigende Odinstraße ist 20 Meter entfernt. Das Eckgrundstück Ilsestraße 17 ist vom Mehrfamilienhaus Odinstraße 15 an mit einer Garagenreihe bebaut, deren Rückseite entlang der Walkürenstraße die „grüne Plumpe“ (optisch) vom Garagenhof abschirmt. Im Eigentum des Bundes |
| Karlh    | L014        | Römerweg 86 Lage                                                    | 1967         | 25 4–5 m                     | 0600             | dicke Säule (zweiteilig)         | Der Brunnen steht mit dem Ablauf am Gehweg mit der Grundplatte auf dem Standrohr einbetoniert. Der Standort unter dem zweiten Straßenbaum befindet sich an der Straßensüdseite am Eingang zum Siedlungshaus Römerweg 68. Zur kreuzenden Rudolf-Grosse-Straße beträgt die Entfernung 15 Meter. Der begrünte Baumstreifen vor dem Gehweg am Grundstück war vor der Straßenplanung die südliche Fahrbahn, der Brunnen steht faktisch am Straßenrand. 150 m nördlich beginnt der Friedhof Karlshorst. Im Eigentum des Bundes |
| Karlh    | L015        | Robert-Siewert-Straße (#107/109) Lage                               | 1967         | 32 4–7 m                     | 2.500            | dicke Säule (zweiteilig)         | Der Brunnen steht an der Nordseite der Robert-Siewert-Straße zwischen dem asphaltierten Gehweg und einem Betonrandstreifen, vor der Grünfläche mit Bäumen, dahinter die Wohnhäuser auf Grundstück 107/109 (Nordost-Ecke mit der Kötztinger Straße). Überschüssiges Pumpenwasser läuft über den runden Straßeneinlass, der zusammen mit der Grundplatte des Kolbenzylinders im asphaltierten Gehweg einbetoniert wurde. Der Brunnen ist 15 Meter von der Ecke der einmündenden Straßen entfernt, zu der Häuserzeile Kötztinger Straße 2–8 (gerade) sind es 35 Meter. Der Schwengelpumpe gegenüber befindet sich eine Bushaltestelle vor dem Grundstück Nummer 104. Im Eigentum des Bundes |
| Frife    | L016        | Michiganseestraße ggü.22 Lage                                       | 1967         | 38,5 2,5–3 m                 | 3.500            | dicke Säule (zweiteilig)         | Der Straßenbrunnen steht unmittelbar an einer nördlichen Einfahrt in den Garagenkomplex an der Ostseite der Michiganseestraße, gegenüber den Hauseingängen 22 und 24, in der Mitte zwischen beiden. Östlich der Garagen liegt der Kraatz-Tränke-Graben 70 Meter vom Brunnen entfernt. An dieser (nordöstlichen) Fahrbahnecke steht die Pumpensäule zusammen mit dem runden Abflussrost (Straßeneinlauf) auf einer Betonplatte (1,0 × 1,5 m²) neben dem asphaltierten Straßenbelag auf umgebendem grünen und brachen Boden. Bebaut und angelegt wurde dieses Wohnviertel samt dem Garagenkomplex Anfang bis Mitte der 1960er Jahre. Im Eigentum des Bundes |
| Frife    | L017        | Balatonstraße ggü. 44 Lage                                          | 1967         | 28 2,5–3 m                   | 4.000            | dicke Säule (zweiteilig)         | Die Balatonstraße verläuft in West-Ost-Richtung, da alle umgebenden Wohnzeilen im Hans-Loch-Viertel so ausgerichtet sind. Es besteht zwischen dem viergeschossigen Q3A-Block Balatonstraße 42–50 und jenem Moldaustraße 48–54 eine grüne Freifläche von 50 Meter Breite. An dieser steht der Straßenbrunnen gegenüber vom Hauseingang Balatonstraße 44 auf der Linie zu Moldaustraße 50, andererseits 35 Meter von der Ecke Balaton- / Moldaustraße. Bis zum Bau des Hans-Loch-Viertels um 1965 verlief hier der Upstallweg, nach Norden lag die Kleingartenanlage Gartenland 300 Meter bis an den Tränkegraben. Der Brunnen steht auf privatem Grundstück der Wohnungsbaugesellschaft, ist jedoch frei zugänglich. Schwengel und Austrittsrohr liegen am zylindrischen Kolbenschaft gegenüber und parallel zur Straße. Im Eigentum des Bundes |
| Frife    | L018        | Volkradstraße 9c Lage                                               | 1967         | 22 2,5–3 m                   | 2.500            | dicke Säule (zweiteilig)         | Der Brunnen steht auf privatem Grundstück der Wohnungsbaugesellschaft an der Fahrbahn auf einer Heckenfläche zwischen den Querparkplätzen vor Haus 9c, ist jedoch frei zugänglich. Den Brunnen mit seiner Betonstandfläche mit dem Straßeneinlass gibt es bereits seit der Bebauung des Hans-Loch-Viertels Anfang der 1960er Jahre. Er befand sich damals an der KGA Pfarracker und 30 Meter vom Kraatzgraben, der zum Kraatz-Tränkegraben vereinigt, seit den Bauarbeiten südlicher geführt wird. Im Eigentum des Bundes |
| Rumbg    | L019        | Wönnichstraße (#2) Lage                                             | 1967         | 35 3–5 m                     | 3.500            | dicke Säule (zweiteilig)         | Die Pumpe steht 20 Meter von der Einbecker Straße in der Wönnichstraße, nahe am S-, U- und Fernbahnhof Berlin-Lichtenberg vor der gestalteten dreieckigen Park-/ Erholungsfläche (zwischenzeitlich Parkplatz) zwischen der Wönnich- und der Weitlingstraße. Die Umgebung wurde in den 1970er Jahren beim Bau der Frankfurter Allee als Hochstraße (Lichtenberger und Skandinavische Brücke) über die Bahnstrecke gestaltet. Schräg nach Südost vom Brunnen über die Wönnichstraße befindet sich die Robinsonschule (Wönnichstraße 7). |
| Rumbg    | L020        | Rosenfelder Straße (#24/25) Lage                                    | 1967         | 50 20–30 m                   | 4.000            | dicke Säule (zweiteilig)         | Das Ostende der Skandinavischen Straße (Hausnummer 9 / Rosenfelder Straße 2 und 10 / Rosenfelder Straße 1/1a) mündet im spitzen Winkel auf die Rosenfelder Straße und bildet mit der Abbiegespur ein Rasendreieck von jeweils 20 m Seitenlänge. Gegenüber der Dreiecksfläche steht mittig auf der Ostseite der Rosenfelder Straße auf dem Gehwegrand noch im Ortsteil Rummelsburg der Straßenbrunnen auf einer rechteckigen Betonplatte samt Ablauf. Das Gewerbegrundstück (Nr. 24) und die anderen östlichen Grundstücke ohne das Straßenland mit Gehweg gehören zum Ortsteil Friedrichsfelde. Der Standort des Brunnens ist mit zwei Baumbügeln gegen Anfahren gesichert. Im Eigentum des Bundes |
| Fenpf    | L021        | Möllendorffstraße hinter 73 Lage                                    | 1987         | 60 20–30 m                   | 4.000            | dreiteilige Säule                | Der Brunnen mit der weißen Kennzeichnung L 21 steht in der Ecke eines Spielplatzes hinter dem zehngeschossigen Wohnhaus Möllendorfstraße 73 auf dem Grundstück der Wohnungsbaugenossenschaft Lichtenberg. Er ist jedoch öffentlich zugängig, da der Spielplatz durch die Tür erreichbar ist. Der Wohnblock 69–73 (ungerade) verläuft als Parallelstraße zur Hauptverkehrsstraße und geht von der Alfred-Jung-Straße ab. Gegenüber der Zufahrt zum Wohnblock Alfred-Jung-Straße steht die Schule am Fennpfuhl. Im Eigentum des Bundes |
| Fenpf    | L022        | Landsberger Allee hinter 216 Lage                                   | 1987         | 62 30–40 m                   | 2.400            | dreiteilige Säule                | Der Brunnen steht auf der Grünfläche hinter einem Wohnblock vom Anfang der 1970er Jahre an der Landsberger Allee, 35 Meter gegenüber dem Durchgang zwischen den Hausnummern 214 und 216. Die Trakte 200–226 und 196–218 weisen eine abgeknickte Grundfläche auf. Der Brunnen und der runde halbvergitterte Einlauf befinden sich auf einer zwei Quadratmeter großen Betonplatte, wobei der Rost 20 cm eingesenkt und nach vorn aus dem Beton abgesenkt ist. Überlaufendes Wasser gelangt über den Rasenhang auf den Fußweg ab. Dem Hausdurchgang über den Brunnen hinweg befindet sich nach 50 Metern die Selma-Lagerlöf-Schule. |
| Fenpf    | L023        | Weißenseer Weg hinter 5 (Straßenseite) Lage                         | 1987         | 62 30–40 m                   | 4.000            | dreiteilige Säule (verkürzt, II) | Der Brunnen steht auf der Rasenfläche der WGLI an der Gebäudeseite zur Hauptverkehrsstraße hin. Der Brunnenkörper ist mit einem weißen L 23 gekennzeichnet. Die gesamte Rasenfläche um den Standort ist mit einem hüfthohen Gitter eingezäunt, der Brunnen ist dadurch nur bedingt (durch Übersteigen) erreichbar. Der Standort befindet sich auf der dem Hauseingang abgewandten Seite des schräg gesetzten Wohnhauses Weißenseer Weg 5. Auf der westlichen Seite des Hauptstranges Weißenseer Weg bzw. in der Paul-Junius-Straße steht ein historisches Schulgebäude aus dem Jahr 1912, Richtung Norden folgt der Zugang zum Fennpfuhlpark und das evangelische Gemeindezentrum Am Fennpfuhl. Die Pumpensäule mit dem Kolbengestänge im Inneren ist auf einer Grundplatte etwa 25 cm über Rasenniveau montiert und innerhalb des umgebenden Rasens mit einer quadratmetergroßen vermoosten Grünplatte am Boden erkennbar. Das Pumpengehäuse ist kürzer als andere aus drei Zylindern zusammengeschraubte. Der Wasseraustritt liegt in Normalhöhe, jedoch ist das mittlere Säulenteil kürzer. Der Zylinder mit dem Schwengelansatz hat oben eine wulstartige mit einer tellerartigen Platte verschlossenen Erweiterung. |
| Fenpf    | L024        | Landsberger Allee hinter 139 Lage                                   | 1987         | 61 20–30 m                   | 4.000            | dreiteilige Säule                | Der Brunnen steht auf der dem Eingang abgewandten Seite des Wohntrakts. Obwohl er sich auf privatem Grundstück befindet, ist er frei zugängig. Im Eigentum des Bundes |
| Fenpf    | L025        | Karl-Lade-Straße hinter 51 Lage                                     | 1987         | 57 20–30 m                   | 3.500            | dicke Säule (zweiteilig)         | Hinter dem etwas zurückgesetzten Wohnblock schräg an der Kreuzung Karl-Lade-/ Franz-Jacob-Straße befindet sich der Notwasserbrunnen an der Rückseite Karl-Lade-Straße 51. Der Brunnen steht auf privatem Grundstück und die Rasenfläche hinter dem Wohnblock 49–55 (ungerade) ist mit einem hüfthohen Gitter umzäunt. So ist der Zugang zum Notwasserbrunnen nicht ungehindert möglich. An der Pumpensäule befinden sich Schwengel und Wasseraustritt gegenüber. Der rechteckige Wassereinlass steht mit der Säule, und einem Ablauf in die Regenentwässerung, auf einem vermoosten Rasenquadrat, das mit Formsteinen umfasst ist. Im Eigentum des Bundes |
| Fenpf    | L026        | Hohenschönhauser Straße hinter 29 Lage                              | 1987         | 58 20–30 m                   | 4.000            | dreiteilige Säule                | Die Ortsangabe seitens des Senats ist ziemlich unkorrekt: Die Pumpe L 26 steht auf dem Freigelände der Nils-Holgersson-Spezialschule, die der Senats-Bildungsverwaltung untersteht. Von den Wohnbauten ist sie durch einen 1,70 m hohen Drahtgitterzaun getrennt, in dem sich auch keine Tür befindet. Der Pumpenkörper steht etwas erhöht auf dem Saugrohr, der standardisierte Ablauf-Kanaldeckel ist in einem rechteckigen Betonstreifen eingelassen. |
| Fenpf    | L027        | Otto-Marquardt-Straße ggü. 20 Lage                                  | 1989         | 56 30–40 m                   | 4.000            | dreiteilige Säule                | Auf der Rasenfläche südlich der Einmündung der Otto-Marquardt-Straße in die Hohenschönhauser Straße steht der Notwasserbrunnen 27. Angemerkt sei, dass das Schild „Kein Trinkwasser“ schon länger an der Säule befestigt ist, es ist verrostet und am Rand überlackiert. Der Standort befindet sich gegenüber vom Haus 20 etwa 30 Meter auf der Grünfläche. Den Westen der Rasenfläche dominiert das Seniorenwohnheim Judith Auer. Über die Hohenschönhauser Straße hinweg liegt der Volkspark Prenzlauer Berg (im Bezirk Pankow). |
| Fenpf    | L028        | Paul-Zobel-Straße hinter 20 Lage                                    | 1987         | 56 20–30 m                   | 4.000            | dreiteilige Säule                | Der Notwasserbrunnen L 28 befindet sich hinter dem Haus Paul-Zobel-Straße 20 knapp fünf Meter von der Hauswand entfernt mit seinem runden halboffenen Wassereinlass auf einer ein mal zwei Meter großen brüchigen Betonplatte, die auch vermoost ist. 2017/2018 wurde die vom U-förmigen Straßenverlauf der Paul-Zobel-Straße gebildete Innenfläche durch Wohnneubauten verdichtet. Die Pumpensäule steht mit ihrer kleineren runden Grundplatte auf einer etwa 40 cm großen Grundplatte des Standrohres, diese sitzt auf einem 10 cm hohen Betonsockel im Stahlplatten-Durchmesser. Die rechteckige Betonbodenplatte der gesamten Anlage wiederum ragt ebenfalls 10–15 cm über das umgebende Niveau. Der Wasserablauf für überschießendes Pumpenwasser ist trotz des langen Wasseraustrittsrohres nicht unter dem Ausfluss angebracht. |
| Frife    | L029        | Paul-Gesche-Straße ggü. 10 Lage                                     | 1987         | 42 3–4 m                     | 3.500            | dreiteilige Säule                | Der Brunnen steht gegenüber der Hausnummer 10 auf privatem Grundstück und mit einem Zaun sind Mieterhof und Kinderspielplatz einschließlich Notwasserpumpe umgeben. Der Zugang durch den Recyclingplatz von Paul-Gesche-Straße 3/4 und 5/6 möglich. Der Brunnenstandort ist mit Findlingen umgeben, durch die Nähe des Sandplatzes ist der runde Straßeneinlass versandet. Der mittlere Teil am Brunnenständer (Modell Wolf) besitzt am Ansatz des Wasseraustritts eine hohe Rohrerweiterung. |
| Frife    | L030        | Alt-Friedrichsfelde hinter 32 Lage                                  | 1987         | 37 3–5 m                     | 1.800            | dreiteilige Säule                | Der Brunnen steht auf privatem Grundstück der WG Solidarität e.G. und ist mit einem hüfthohen Zaun abgesperrt. Der Notwasserbrunnen steht im Bereich des Kinderspielplatzes, auf dem sich eine weitere Wasserpumpe für Kinder befindet, mit der auf der ummauerten Sandfläche ein Matschspielplatz entstehen kann. Dieser Kinderspiel- und Mieterplatz ist zur Mittagszeit und nachts gesperrt. Der Mittelteil des Pumprohrs hat am Anschluss des Austrittsrohrs eine hohe Erweiterung. |
| Frife    | L031        | Massower Straße hinter 36 Lage                                      | 1987         | 30 2,5–3 m                   | 2.000            | dreiteilige Säule                | Der Brunnen steht auf privatem Grundstück der WG Solidarität, deren Mieterhof und Kinderspielplatz hinter den beiden Wohnblöcken 26–38 (nach Süd) und Kurze Straße 11-5 (nach West) mit einem Zaun umgeben ist. Die Notwasserpumpe ist auf der quadratischen Betonfläche ohne eigentlichen Ablauf montiert. Pumpenwasser gelangt in den Boden. Der Brunnenständer aus drei Teilen hat am mittleren in Höhe des Wasseraustritts eine kurze Rohrerweiterung. |
| Frife    | L032        | Köpitzer Straße Spielplatz ggü. 6 Lage                              | 1987         | 45 15–20 m                   | 4.000            | dreiteilige Säule                | Der Brunnenständer steht mit der ebenerdigen Grundplatte auf dem Spielplatz am Wohnblock der Vonovia, 30 Meter gegenüber vom Wohnhaus Köpitzer Straße 6. Aufgestellt ist der Brunnen innerhalb einer Schmuckfläche aus Kleinpflaster. Der mittlere Zylinderteil hat am unteren Ende eine kurze Erweiterung mit Anschlussstück an der das Austrittsrohr angeschraubt ist. Der Wasserablauf erfolgt gegen einen kleinen Findling und wird über eine gepflasterte Rinne in den Sandkasten des Spielplatzes geleitet. So besteht die Möglichkeit für einen Matsch-Spielplatz. Mit der Umgestaltung der Kreuzung Rhinstraße/Alt-Friedrichsfelde (Autotunnel) wurde die Köpitzer Straße verkürzt, aber der Altbau Haus 6 und 8 (bis in die 1930er Jahre Viktoriastraße 7) blieb erhalten. Der Brunnen wurde Mitte der 1980er Jahre zusammen mit dem Wohnblock Alt-Friedrichsfelde 44–48 aufgestellt. Dessen Umgebung Ende der 1990er Jahre als Spielplatz gestaltet. Auf dieser Fläche befand sich noch bis in die 1950er Jahre ein Feuerwehrstandort. |
| Frife    | L033        | Franz-Mett-Straße 18 Lage                                           | 1987         | 52 2,5–3 m                   | 3.600            | dreiteilige Säule                | Der Brunnen steht auf der Grünfläche zwischen der Stirnseite des WBS 70/11-Wohnhauses (Nummer 20) und der benachbarten Sporthalle (Nummer 18). Er ist 15 Meter von den Balkonen des Wohnhauses entfernt. Durch Betonsockel ragt das Sockelrohr der Quellbohrung etwa 20 cm heraus und ist mit der Grundplatte des Brunnenständers sichtbar verschraubt. Der Wasserablauf führt in den Straßeneinlass, der zusammen mit dem Brunnen auf der Betonplatte liegt. Die Rohrerweiterung mit dem Ansatz für das Austrittsrohr am unteren Ende des Mittelrohrs ist von langer Form. |
| Frife    | L034        | Sewanstraße/Erieseering Lage                                        | 1987         | 45 2–3 m                     | 3.500            | dicke Säule (zweiteilig)         | Der Brunnenstandort befindet sich am östlichen Ende des Wohnblocks Sewanstraße 241–255 zur Ecke Erieseering hin. Der Brunnen steht in einer öffentlichen Grünanlage am südlichen Rand der Jugendfreizeiteinrichtung (Erieseering 4, vormalige Kita) wenige Meter von der Kreuzung Sewanstraße / Erieseering / Friedenhorster Straße / Ontarioseestraße. Das Grundstück ist umzäunt, allerdings ist der Brunnen ausgenommen. Er steht mit der Grundplatte erhöht auf einem Betonsockel. Für den Abfluss besteht ein Straßeneinlass, jedoch eine rechtwinklig dazu liegende Pflasterrinne verweist auf den vormaligen Ablauf in den Boden, als der Wasseraustritt noch 90° nach links lag. Bis zur Bebauung des Hans-Loch-Viertels befand sich der jetzige Standort an der Triftstraße, der damaligen KGA Heideland. Der Brunnen steht auch für die Splanemannsiedlung Im Eigentum des Bundes |
| Frife    | L035        | Erich-Kurz-Straße (Parkplatz #11a) Lage                             | 1987         | 46 7–10 m                    | 2.900            | dreiteilige Säule                | Der Brunnen steht am südlichen Ende der Erich-Kurz-Straße nördlich von dem Parkplatz am Weg zu der Rasenfläche. Östlich davon befindet sich ein Sportplatz. Der attraktivere Zugang erfolgt von Am Tierpark (Heinrich-Dathe-Platz) über die Dathepromenade vor Haus Erich-Kurz-Straße 13 zwischen dem Wohnblock 9/11 und dem Kiosk 11a hindurch. Neben dem Weg durch Sträucher vom Parkplatz getrennt befindet sich der halbmeterhohe Betonblock mit Brunnenständer und rundem Straßeneinlass. Letzterer ist in eine (bereits vorhandene) Vertiefung in der Betonplatte eingelassen. Der untere Rohrteil steht mit seiner Grundplatte auf dem Brunnensockel verschraubt, der die Betonfläche 20 cm überragt. Das Ansatzstück für das Austrittsrohr am mittleren Rohrteil sitzt an einer kurzen Rohrerweiterung. Der Standort liegt 40 Meter südlich am ehemaligen Upstallweg und gehörte bis zum Baubeginn Mitte der 1970er Jahre zur KGA Heideland. 1986 ist am Brunnenstandort noch Baustelle in der Karte von 1986 vermerkt, wobei die Häuser 9/11 und 13 bereits gebaut waren. |
| Liber    | L036        | Atzpodienstraße 19 hinter Schule Lage                               | 1987         | 50 20–30 m                   | 3.000            | dreiteilige Säule                | Der Standort ist eigentlich nicht nur hinter der Schule, sondern noch hinter der Turnhalle auf dem Hof – und schwer zu finden. Im normalen Schulbetrieb gibt es dorthin nur einen Zugang am Schulgebäude vorbei über den Schulhof. Im Notfall könnte ein zweiflügeliges Tor unmittelbar daneben, das an die Rüdigerstraße grenzt, geöffnet werden. Die Pumpe selbst ist äußerlich in Ordnung, sie soll aber nach Aussagen zweier Lehrerinnen im Sommer 2017 nicht funktioniert haben: ein geplantes Wasserprojekt konnte deshalb nicht stattfinden. im Eigentum des Bundes |
| Liber    | L037        | Coppistraße/Harnackstraße Lage                                      | 2015         | 31 1,5–2 m                   | 4.000            | dreiteilige Säule                | Die Pumpe steht gut sichtbar am Straßenrand der Coppistraße. Einer der beiden seitlich angeordneten Schutzbügel ist jedoch abgebrochen. |
| Frife    | L038        | Dolgenseestraße 43 (Sportplatz) Lage                                | 1985         | 13,5 3–4 m                   | 4.000            | dreiteilige Säule                | Der Brunnen steht an der Nordostecke des Fußballplatzes der SV Bau-Union Berlin neben der Platzbaracke Dolgenseestraße 42. Zwar ist der Sportplatz hinter dem Wohnhochhaus Dolgenseestraße 43 mit einem übermannshohen Zaun umgeben, doch der Platz ist zu den üblichen Zeiten zugänglich. Ansonsten ist der Brunnen aus Vandalismusgründen mit einer Kette und einem Schloss versperrt. Er steht mit dem Straßeneinlass auf einer Betonplatte. In Höhe des Wasseraustrittrohrs hat der mittlere Rohrabschnitt eine kurze Erweiterung. Der Kraatz-(Tränke-)Graben umfließt die Sportplatzfläche (eingeschlossen die drei Hochhäuser) südlich. Platz und Hochhäuser wurden erst Ende der 1970er Jahre bebaut, von der Bebauung des Hans-Loch-Viertels blieb diese Gegend bis Salzmannstraße als KGA Felsengrund/Gutland erhalten. |
| Frife    | L039        | Rosenfelder Ring 29 (Kita) Lage                                     | 1967         | 50 20–30 m                   | 3.000            | dreiteilige Säule                | Der Brunnen steht auf privatem Grundstück ist aber frei zugänglich. Der Standort befindet sich vor der Kita Rosenfelder Ring 29 an dem Promenadenweg der im Mittel der beiden Teile der Ringstraße läuft. Das Sockelrohr mit einem Durchmesser von knapp 30 cm ragt 25 cm aus dem Boden, darauf steht der Brunnenständer aus drei Rohrteilen. Zum Wasseraustrittsrohr befindet sich am Mittelrohr eine kurze Rohr-Erweiterung. Durch die Lage am Kita-Parkplatz zwischen Gebüsch ist die Pumpe verdeckt. An der Säule befindet sich nicht nur das Schild kein Trinkwasser, sondern das seltenere „Für Notwasser geeignet“. Im Eigentum des Bundes |
| Liber    | L040        | Schottstraße/Rüdigerstraße Lage                                     | 1967         | 47 20–30 m                   | 2.500            | Krausebrunnen                    | Die Pumpe ist durch zwei Poller gegen Anstoß durch abbiegende Kraftfahrzeuge zusätzlich gesichert. Einen Ablaufdeckel gibt es nicht, überschüssiges Wasser muss in den Rinnstein abfließen. Im Eigentum des Bundes |
| Rumbg    | L041        | Wönnichstraße 58, KITA-Spielplatz Ecke Sophienstraße Lage           | 1967         | 35 2–2,5 m                   | 3.000            | dreiteilige Säule                | Die Pumpe steht in einem gemauerten Sandspielkasten, der zur Kita gehört. Das Freigelände ist mit einem stabilen Metallgitterzaun und einem entsprechenden Tor umgeben, das aber von Erwachsenen mit einem Schubriegel geöffnet werden. Im Fußbereich des Pumpenständers ist sämtliche Schutzfarbe abgefallen. |
| Liber    | L042        | Rüdigerstraße ggü. 39 (Freiaplatz) Lage                             | 1967         | 50 20–30 m                   | 3.000            | dicke Säule (zweiteilig)         | Diese Pumpe an der Südwestseite des Freiaplatzes aufgestellt ist voll in eine quadratische Betonplatte eingefügt. Sie hat keine sichtbare Frostschutzeinstellung und keinerlei gesonderten Abfluss, überschüssiges Wasser kann daher nur direkt in den Rinnstein ablaufen. Im Eigentum des Bundes |
| Liber    | L043        | Heringer Straße (#8) Ecke Bornitzstraße Lage                        | 1967         | 41,2 20–30 m                 | 1.400            | Krausebrunnen                    | Der Brunnen steht auf dem Randstreifen des Gehwegs auf einer Betonplatte gemeinsam mit dem runden Straßeneinlass Im Eigentum des Bundes |
| Frife    | L044        | Alt-Friedrichsfelde 74 (Parkplatz) Lage                             | 1990         | 44 7–10 m                    | 4.000            | dreiteilige Säule                | Der Brunnen steht am Südrand des großen Parkplatzes östlich von der Friedrichsfelder Kreuzung (Rhinstraße/Am Tierpark), der bei der Umgestaltung von Straßenkreuzung und den Neubauten freigelassen blieb. Der Standort ist 50 Meter südlich vom Wohnhaus 74 und 400 Meter östlich der Kreuzung am breiten Geh-/Radweg und gut sichtbar. Der Serpentinenweg von der Wohnanlage zu Straße und Bushaltestelle bedingt eine kleine Treppe zum Brunnenstandort mit einbetoniertem Straßeneinlass auf der Rasenfläche. |
| Frife    | L045        | Gensinger Straße 11 Lage                                            | 1990         | 42 10–15 m                   | 4.000            | dreiteilige Säule                | Der Brunnen steht auf privatem Grundstück an der Ostseite der Gensinger Straße neben der Treppe zum Wohnblock Gensinger Straße 11–17. An der gegenüberliegende Straßenseite wechseln die Hausnummern von (74-)86 auf 88(-98) an der Kurve der Gensinger Straße. Bis Ende der 1970er Jahre befand sich eine Gärtnerei am Brunnenstandort. Die Gleisanlagen der Bahn „Kreuz Friedrichsfelde“ sind 80 Meter entfernt, an der bahn entlang verlaufen eine Hochspannungsleitung und eine Fernwärmeleitung. Der Südrand der Bahnanlage ist Bezirksgrenze zu Marzahn-Hellersdorf. – Neben dem Brunnen sind mehrere „wassertechnische“ Deckel vorhanden. Der Straßeneinlass, der sich mit dem Brunnenständer auf der 2 × 0,5-m²-Betonfläche befindet, ist mit einem runden Blech abgedeckt. Die Grundplatte schließt mit dem Beton ab, die kurze Rohraufweitung am Mittelteil trägt das Ansatzstück für das angeschraubte Austrittsrohr. |
| Liber    | L046        | Harnackstraße ggü. KinderKombination Lage                           | 1990         | 32 3–4 m                     | 4.000            | dreiteilige Säule                | Die Pumpe mit einem geraden Schwengel aus Flachstahl ist Bestandteil eines öffentlichen Spielplatzes, der zwar eingezäunt ist, aber über mehrere stets offene Zugänge verfügt. Sie steht hier in einem Sandkasten und zwar leicht erhöht direkt auf ihrem Standrohr. Der Wasserabfluss erfolgt auf einen runden gebördelten Edelstahltisch, der damit zum Matschplatz wird. |
| Liber    | L047        | Mauritiuskirchstraße 28 Lage                                        | 1990         | 31 2,0 m                     | 4.000            | dicke Säule (zweiteilig)         | Der Straßenbrunnen befindet sich auf der Rasenfläche an der Mauritiuskirch-/Ecke Guddorfstraße, 15 Meter schräg an der Nordostseite der Mauritiuskirch-/ Wilhelm-Gudorffstraße auf einer Betonfläche, die nur den Rasen abdeckt. Auf der Grünfläche steht die einbetonierte Pumpensäule, wobei der runde halboffene Straßeneinlauf nur teilweise mit eingefasst ist. Die Fläche liegt hinter den um 1970 errichteten Plattenbauten Frankfurter Allee Süd. In der Nähe gibt es die Mauritiuskirche und das Mauritiuskirch-Center. Im Eigentum des Bundes |
| Frife    | L048        | Lincolnstraße ggü. 28 Lage                                          | 1990         | 31 3–4 m                     | 3.000            | dreiteilige Säule                | Der Brunnen steht auf privatem Grundstück der Wohnungsbaugesellschaft, der umgebende hüfthohe Zaun ist jedoch durch die Tore der Hauszufahrten öffentlich zugänglich. Der Standort gegenüber vom Wohnhaus 28 liegt vor der Stirnseite des (zur Straße querstehenden) Wohnblocks 27a–27e auf der Rasenfläche zu 31a–31e. Brunnen und Straßeneinlass befinden sich auf der Betonplatte von ein mal zwei Quadratmetern. Die umgebenden Häuser sind Bauten von Ende der 1920er Jahre der Siedlungs-AG Heimat (an Gehag weiter). Der Brunnen hat am Austrittsansatz eine lange Erweiterung des Mittelrohrs. Im Eigentum des Bundes |
| Frife    | L049        | Einbecker Straße #113 Lage                                          | 1990         | 39 3–5 m                     | 1.300            | dreiteilige Säule                | Die Pumpe steht in dem Straßenarm, der vom U-Bahn-Ausgang Friedrichsfelde nordwärts führt und eine Sackgasse ist. Sie befindet sich von der Straße etwas in die Tiefe versetzt auf einer größeren Wiesenfläche. Der Wasserablauf ist mit einem vollflächigen runden Rost abgedeckt und gegenüber der Rasenfläche etwa 7 cm abgesenkt. Der Standort liegt zur Stirnseite von Hausnummer 113. |
| Rumbg    | L050        | Schlichtallee 1 / Hauptstraße Lage                                  | 1990         | 32 1,5–2 m                   | 2.500            | einteilige Säule                 | Der Brunnen befindet sich dicht am Straßenrand etwa 20 Meter von der Kreuzung mit der Hauptstraße entfernt. Er ist samt dem Standard-Ablauf in eine Gehwegfläche mit kleinen quadratischen Platten eingefügt und mit wilden Graffiti verunstaltet (Zustand März 2018). Im Eigentum des Bundes |
| Fenpf    | L051        | Erich-Kuttner-Straße 31 Lage                                        | 1990         | 40 20–30 m                   | 3.000            | dreiteilige Säule                | Die Pumpe steht deutlich sichtbar auf einem breiten Rasenstück vor dem Wohnhaus Erich-Kuttner-Straße 31. Unmittelbar dahinter und neben dem Wohngebäude (auf dem Bild hinten links, das helle) befindet sich ein kleines soziokulturelles Zentrum der WGLi, das durch Erweiterung und Umbau eines Waschhauses aus DDR-Zeiten entstanden ist; es erhielt die Bezeichnung Quatschtrommel. |
| Frife    | L052        | Rosenfelder Ring 90 Lage                                            | 2015         | 35,5 20–30 m                 | 2.600            | dreiteilige Säule                | Der Brunnen steht an der Seitenstraße vor dem Bogen Rosenfelder Ring südlich der Rückseite des blauen Wohnblocks 90–96, neben der Aufstellfläche der Feuerwehr. Brunnenständer und der runde Straßeneinlass stehen auf der typischen Betonplatte von 2 × 0,5 m², das kurze Wasseraustrittsrohr befindet sich an einem Ansatzstück an einer kurzen Wulst am unteren Ende des Mittelstücks. |
| Fenpf    | L053        | Rudolf-Seiffert-Straße hinter 54 Lage                               | 1993         | 44 20–30 m                   | 3.400            | (abgebaut)                       | Im Jahr 2016 wurde der Brunnen abgebaut und eingelagert sowie der Standort verfüllt, der Zustand der Quellbohrung ließ die Instandsetzung nicht zu. Am anschließenden rechtwinklig dazu liegenden Grundstück Rudolf-Seiffert-Straße 50/52 war Ende der 1970er Jahre eine Kinderkombination (Kinderkrippe/ -garten) errichtet worden, die nach verschiedenen Zwischennutzungen im Jahr 2017 zu einer Seniorenwohnanlage mit barrierefreien Appartements umgebaut wurde. Im Eigentum des Bundes |
| Frife    | L054        | Mellenseestraße ggü. 1 Lage                                         | 1993         | 12 3–4 m                     | 3.900            | einteilige Säule                 | Der Brunnen steht an der Südwestecke des Mellenseeparks (Mellenseestraße 2) und so an der Ecke der Dolgenseestraße gegenüber Haus 6. Brunnen und Straßeneinlass befinden sich auf einer ein mal zwei Quadratmeter großen gepflasterten Fläche zwischen den umgebenden zwei Rasenstücke mit Büschen, die gesamte Straßenecke um den Parkrasen ist mit Gehwegplatten belegt. Im Eigentum des Bundes |
| Karlh    | L055        | Karl-Egon-Straße 5 Lage                                             | 1993         | 29 4–7 m                     | 2.800            | einteilige Säule                 | Der Notwasserbrunnen steht an der spitzen Ecke vor dem Eckhaus Karl-Egon-Straße 5 und Dorotheastraße 24, 15 Meter in die Karl-Egon-Straße. Ein junges Neubauhaus (Kopfbau) steht an der gegenüberliegenden spitzen Straßenecke. Brunnenständer und Straßeneinlass liegen auf dem Kleinpflasterstreifen neben dem Platten-Gehweg. Im Eigentum des Bundes |
| NHohs    | H001        | Matenzeile / Rüdickenstraße 34 (Innenhof) Lage                      | 1988         | 50 15–20 m                   | 2.400            | dicke Säule (zweiteilig)         | Der Brunnen Nummer H 1 steht auf dem Grundstück der Howoge, ist jedoch von der Matenzeile hinter dem Haus Rüdickenstraße 34 frei zugänglich. Er steht am Weg 15 Meter in den Innenhof Matenzeile / Rüdickenstraße / Röttkenring. Die Entwässerung aus dem Austrittsrohr erfolgt über senkrecht stehende Hohlblocksteine. Dabei ist der Standort knapp neben dem Weg. Das Unterteil des Brunnenständers mit quadratischer Grundplatte ist auf dem Sockelstahlrohr verschraubt. Im Eigentum des Bundes |
| NHohs    | H002        | Matenzeile 1 / Rotkamp (Innenhof) Lage                              | 1988         | 51 20–30 m                   | 2.300            | dicke Säule (zweiteilig)         | Der Brunnen steht auf dem Grundstück der Wohnungsbaugesellschaft Howoge am Weg von Matenzeile 1 zum Durchgang zwischen Falkenberger Chaussee 60 und 62, im Nordwesten des Innenhofs des WBS70/11-Karrees Falkenberger Chaussee / Matenzeile 1 / Rotkamp 31. Der Weg ist um den Brunnen geführt. Jener befindet sich mit dem Straßeneinlass auf einer gestalteten Pflasterfläche mit Kleinpflastersteinen. Die Fläche ist uneingeschränkt zugänglich. Vom Wendehammer am westlichen Ende des Rotkamp sind es 65 Meter auf dem Querweg zur Pumpensäule. Gleich daneben liegt ein Kinderspielplatz. Das kleine Blechschild Kein Trinkwasser ist am Rand bereits mehrfach überlackiert. Im Eigentum des Bundes |
| NHohs    | H003        | Falkenberger Chaussee / Rüdickenstraße (Innenhof) Lage              | 1985         | 45 20–30 m                   | 3.080            | dicke Säule (zweiteilig)         | Der Brunnen steht auf dem Innenhof der WBS70/11-Wohnblöcke dem Deutsches-Wohnen-Grundstück am Weg, der schräg durch die Anlage geht, etwas westlicher neben dem Spielplatz nahezu in der Mitte des Innenhofs. Die Grundplatte liegt einige Zentimeter unter Geländeoberkante der Rasenfläche. Das austretende Pumpenwasser fällt in einen etwas weiter abstehenden und mit einem Rand versehenen Auffangplatz, der mit einer Pflastersteinrinne zum Sandspielplatz führt. Dadurch ist dessen Nutzung als Matsch-Spielplatz möglich. Allerdings fließt dabei Pumpwasser auch zum Brunnenständer ab und Sand wurde ausgespült, so ist der zugewandte Unterrand an der Grundplatte gerostet, während der Auffang mit Kies geschützt ist. Andererseits findet so eine regelmäßige Wasserentnahme statt. Im Eigentum des Bundes |
| NHohs    | H004        | Falkenberger Chaussee hinter 17 (Innenhof zur Zingster Straße) Lage | 1985         | 46 10–15 m                   | 2.500            | dicke Säule (zweiteilig)         | Der Brunnen steht auf dem Grundstück der Howoge im Innenhof hinter den WBS70/11-Wohnblöcken Falkenberger Chaussee und Zingster Straße. Der Standort ist 35 Meter hinter dem Blockdurchgang an der Falkenberger Chaussee 17 und der Zugang ist frei. Brunnenständer und Einlass durch den runden Rost befinden sich auf der Betonplatte. Geschmückt ist die umgebende Sandfläche innerhalb des Rasenstücks, die wohl zum Spielplatz gehört, mit Findlingen. Solche Steine wurden beim Ausheben der Baugruben gefunden und am Ort belassen. Der Ablauf von Pumpenwasser durch den Rost ist allerdings behindert, da dieser mit Sand gefüllt wurde, ein Häufchen Sand liegt auch am Brunnenrohr. So fließt Pumpenwasser über den Beton in den Boden zum Grundwasser ab. Im Eigentum des Bundes |
| NHohs    | H005        | Ahrenshooper Straße 2 (Innenhof zu Wustrower Straße 7) Lage         | 1987         | 46 10–15 m                   | 2.800            | dreiteilige Säule                | Der Brunnen auf dem Innenhof des Wohnkarrees Ahrenshooper und Wustrower Straße steht auf einem Grundstück der Wohnungsbaugesellschaft und ist öffentlich zugänglich. Die Wulst am mittleren Rohr, an der sich der Wasseraustritt, befindet ist kurz. Der Abfluss von Pumpenwasser erfolgt auf einen kleinen Findling und dann in den Boden. In die Fläche mit Pflastersteinen sind weitere kleine Findlinge aufgenommen. Der untere Pumpenzylinder ist mit seiner runden Grundplatte auf dem Sockelrohr der Brunnenbohrung verschraubt. An der Grundplatte des Brunnenständers ist neben den vier Schrauben auch die Abdeckung zum Frosthahn angebracht. Im Eigentum des Bundes |
| NHohs    | H006        | Barther Straße 76 (Parkplatz) Lage                                  | 1989         | 43 15–20 m                   | 2.400            | dreiteilige Säule                | Der Brunnen steht vor dem sechsgeschossigen Wohnhaus Barther Straße 76 an der Ecke zur Dierhagener Straße. Brunnenständer und Straßeneinlass befinden sich auf einer auf Gehweghöhe gesetzten Fläche mit Bordstein innerhalb einer Quer-zur-Fahrtrichtung-Parkfläche 20 Meter vom Hauseingang. Der Mittelteil des Brunnenständers besitzt eine kurze Erweiterung in Höhe des Austrittsrohrs. Die runde Grundplatte zur Befestigung am Sockelrohr hat einen großen Durchmesser und wäre mit zwölf Schrauben zu befestigen; allerdings fehlen fünf. Der Zugang zum Frosthahn liegt am unteren Rund des Brunnenständers. Im Eigentum des Bundes |
| NHohs    | H007        | Zingster/ Ahrenshooper Straße 11 (Innenhof) Lage                    | 1989         | 45,5 15–20 m                 | 2.300            | dicke Säule (zweiteilig)         | Der Brunnen steht auf einem Grundstück der Wohnungsbaugesellschaft Howoge und ist im Inneren des Karrees Zingster Straße 18–22 und den drei Wohnblöcken Ahrenshooper Straße 35–29, 21–27 und 11–19 nicht ungehindert zugänglich. Der Innenhof ist von Südost an der Zingster Straße Ecke Ahrenshooper Straße 11 zum nordwestlichen Durchgang Ahrenshooper Straße zwischen 27 und 29 von einem Weg erschlossen, der über den Kinderspielplatz führt. Von der Zingster Straße 65 Meter entfernt steht der Notbrunnen mit Straßeneinlass auf einer Betonplatte innerhalb der Rasenfläche 15 Meter neben dem Weg. Im Eigentum des Bundes |
| NHohs    | H008        | Wieker / Dierhagener Straße (Innenhof) Lage                         | 1988         | 36 10–15 m                   | 2.300            | dicke Säule (zweiteilig)         | Der Brunnen steht auf einem nicht verschlossenen Grundstück der Howoge im Karree Zingster, Dierhagener und Wiecker Straße. Der Standort befindet sich in der Südecke des Innenhofs hinter Wiecker Straße 2 und dem Wohnhaus Dierhagener Straße 10, das einen Hofausgang hat. Neben dem Weg gegenüber vom Spielplatz befindet sich der Brunnenständer auf einer mit Kieselsteinen betonierten Fläche auf dem Rasen etwas vertieft. Zum Weg liegt eine Reihe Pflastersteine, deren Höhe die Tiefe des Sockelrohrs markiert. Der Abfluss des Pumpenwassers erfolgt nach der entgegengesetzten Seite auf die Rasenfläche. Über die Wiecker Straße auf Nr. 1/3 steht die Kita Fiorella und auf dem an den Innenhof anschließenden Grundstück 8/10 befindet sich eine umzäunte Spiel- und Gartenfläche. Im Eigentum des Bundes |
| NHohs    | H009        | Ahrenshooper Straße 74 (Innenhof) Lage                              | 1988         | 42 15–20 m                   | 3.100            | dicke Säule (zweiteilig)         | Der Brunnen steht auf einem Grundstück der Wohnungsbaugesellschaft (WBG) Humboldt-Universität eG im Innenhof und der Zugang ist verschlossen. Das von den Bauten der WBS 70/11 umschlossene Karree wird von Ahrenshooper, Ribnitzer sowie Wustrower Straße gebildet. Der Brunnen steht 20 Meter vom südöstlichen Hofzugang neben dem Haus Ahrenshooper Straße 74 und zum anderen 40 Meter von der Rückseite des Hauses 68. Der gegenüberliegende Durchgang zwischen Ribnitzer Straße 3 und Wustrower Straße 53 ist ebenfalls durch einen übermannshohen Zaun mit Tür versperrt. Um den Brunnen, der auf einer Betonplatte mit Straßeneinlass steht, sind sitzhohe Klinkermauern als Zierde und dahinter eine Buschzone mit Findlingen angelegt. Im Eigentum des Bundes |
| NHohs    | H010        | Doberaner Straße/ Reriker Straße 2 Lage                             | 1969         | 41 15–20 m                   | 2.600            | einteilige Säule                 | Der Notwasserbrunnen steht in der Niles-Siedlung vor dem Siedlungshaus Reriker Straße 2 am südlichen Straßenrand 15 Meter von der Ecke der Doberaner Straße. Am Fuß des Brunnenständers befindet sich auch die Abdeckung zum Frosthahn. Der Gehweg besitzt einen schmalen Randstreifen mit Kleinpflaster; als der runde halboffene Rost für den Straßeneinlass gesetzt wurde, kam dies bis in die Gehwegplatten. Am Pumpenschwengel besteht kein Gewichtskörper als Krafthilfe für den Handbetrieb. Im Eigentum des Bundes |
| NHohs    | H011        | Doberaner Straße 116 (Innenhof) Lage                                | 1987         | 45 10–15 m                   | 3.100            | dicke Säule (zweiteilig)         | Der dicke Brunnenständer besteht aus zwei zylindrischen verschraubten Rohren und steht auf einem Grundstück der Howoge. Der Zugang in den offenen Innenhof ist vom Durchgang an der Doberaner Straße 116 (neben Zingster Straße 67) möglich. Sein Standort liegt am Gartenweg von der Kita Reriker Straße 18/20 auf einer gestalteten Rasenfläche, dem Spielplatz gegenüber. Pumpensäule und der runde Straßeneinlass für den Pumpenwasserabfluss stehen auf einer Betonfläche von 2 × 1 m². Im Eigentum des Bundes |
| NHohs    | H012        | Zingster Straße 64 Lage                                             | 2013         | 38 10–15 m                   | 2.700            | dicke Säule (zweiteilig)         | Der Standort befindet sich am rechtwinkligen Knick der Zingster Straße vor dem Hechtgraben, der bereits zum Ortsteil Malchow gehört. Zwischen den Häusern 64 und 66 (Wohnblock 58–64 und 66–72) besteht ein Eckplatz mit einer Rasenfläche, der Brunnen steht auf einer Betonfläche, in die auch der Straßeneinlauf eingelassen ist. Der Brunnenständer besteht aus zwei Teilen, wobei das obere Rohr auf einen Stutzen des Unterrohrs angeschraubt ist. Die quadratische Grundplatte des unteren Teils mit einem viereckigen Ansatzstück des Wasseraustritts liegt niveaugleich. Der untere Teil des Unterrohrs ist im Durchmesser etwas größer und gegenüber vom Wasseraustritt befindet sich am erweiterten Teil eine Inspektionsklappe, an der auch die Frostsicherung zugänglich ist. Die Entfernung zum Hechtgraben beträgt 30 Meter und südlich befindet sich die Endschleife der Straßenbahn (Hohenschönhausen Zingster Straße) Im Eigentum des Bundes |
| NHohs    | H013        | Egon-Erwin-Kisch-Straße/ Warnemünder Straße 45 Lage                 | 1989         | 46 15–20 m                   | 3.400            | dreiteilige Säule                | Der Standort ist die östliche Ecke des Kita-Grundstücks Warnemünder Straße 22 an der Ecke zur Egon-Erwin-Kisch-Straße. Der Brunnen steht außerhalb des zurückgesetzten Zauns neben einem großen Baum auf der aus der Neu-Bauzeit typischen Betonfläche mit dem runden Rost für den Wasserabfluss. Der Brunnenständer aus drei verschraubten Teilen hat mit dem geschwungenen Ansatz für den Wasseraustritt eine schmale Wulst im unteren Bereich des Mittelstücks. Am Fuß ist die Abdeckung des Frosthahns. Im Eigentum des Bundes |
| NHohs    | H014        | Woldegker/ Rostocker Straße 49 Lage                                 | 1989         | 32,5 15–20 m                 | 1.600            | dreiteilige Säule                | Der Straßenbrunnen H 14 steht gegenüber der Rasenfläche Rostocker Straße 51 und am südlichen Ende der Woldegker Straße, schräg gegenüber Rostocker Straße 49. Der Brunnen ist auf einer Betonplatte aufgestellt, der Straßeneinlauf darin eingelassen. Der Brunnenständer besteht aus drei zylindrischen Rohren, wobei der Wasseraustritt am geformten Ansatz einer kurzen Rohrerweiterung angeschraubt ist. Das Blechschild Kein Trinkwasser befindet sich bereits länger am Ständer, da es stellenweise überlackiert ist. Die nach Osten führenden Wohnbauten der Darguner Straße wurden erst nach 2015 errichtet. Im Eigentum des Bundes |
| NHohs    | H015        | Wartiner Straße 40 Lage                                             | 1987         | 52 20–30 m                   | 2.900            | dicke Säule (zweiteilig)         | Der Brunnen steht auf dem Mittelplatz zwischen der Biesenbrower und der Wartiner Straße gegenüber der vormaligen Kinder-Kombination, aktuell eine Filiale der Nils-Holgersson-Schule, die sich im Ortsteil Fennpfuhl befindet (Förderschule). Brunnen und der Straßeneinlass als Pumpenwasserabfluss befinden sich auf einem mit Gehwegplatten belegten Quadrat, das einen Zugang mit Gehwegplatten hat, an der östlichen Seite des Spielplatzes. Typisch für die dicken Brunnenständer mit quadratischer Grundplatte ist der Inspektionszugang an der Schwengelseite am untersten Zylinderrand, dessen Durchmesser erweitert ist. Im Eigentum des Bundes |
| NHohs    | H016        | Warnitzer Straße 9 Lage                                             | 1987         | 50,5 20–30 m                 | 3.100            | einteilige Säule                 | Der Brunnen steht an der abbiegenden Ecke der Wartiner Straße vor der Kita Nummer 9. Eine Fläche aus Pflastersteinen am Straßenrand zum Wendehammer hin bildet die Aufstellfläche von Brunnen und Straßeneinlass. Bis in die 1960er Jahre befanden sich in der Umgebung die Rieselfelder des Rieselguts Falkenberg, am Brunnenstandort das Rieselfeld 38. Im Eigentum des Bundes |
| NHohs    | H017        | Falkenberger Chaussee 120 (Innenhof) Lage                           | 1985         | 51 20–30 m                   | 2.300            | dreiteilige Säule                | Der Brunnen steht auf dem Grundstück einer Wohnungsbaugesellschaft. Der Standort, 30 Meter neben der Kita Löwenzahn (Falkenberger Chaussee 120), befindet sich am zur Vincent-van-Gogh-Straße (zwischen 3 und 5) führenden Weg. Der Innenhof hinter den WBS70/11-Wohnblöcken ist eine Rasenfläche mit Baumbestand. Der Brunnen wurde vor der Bebauung des Karres Mitte der 1980er Jahre gesetzt. Mit dem runden Bodeneinlass steht der Brunnenständer auf einem großen Brunnensockel niveaugleich auf seiner Betonplatte. Die Erweiterung am Mittelteil des Brunnenständers ist länger als der Ansatz für das Austrittsrohr. Im Eigentum des Bundes |
| NHohs    | H018        | Welsestraße ggü. 33 Lage                                            | 2013         | 52 20–30 m                   | 2.400            | einteilige Säule                 | Der Straßenbrunnen befindet sich auf dem grünen Streifen zwischen der Kioskzeile (Welsestraße 30, 34) und dem sechsgeschossigen Wohnblock an der Straße. Der Brunnen steht vor dem Durchgang von der Welsestraße zum Innenhof mit der Biesenbrower Straße 36–64. Nach Nordwest liegt das regionale EKZ Welse Center 1 (Welsestrasse 32–34, 13057 Berlin). Die Pumpensäule ruht auf einer Betonplatte von ein mal zwei Quadratmeter, an deren schmalem Rand der Straßeneinlass (mit rundem halboffenen Rost) zur Grünfläche hin eingelassen ist. Die Neubauwohnblöcke in Neu-Hohenschönhausen wurden ab 1980 auf den um 1960 stillgelegten Rieselflächen des Rieselguts Falkenberg als neue Großsiedlung. Der Brunnenstandort gehörte vormals zum Rieselfeld 19. Im Eigentum des Bundes |
| NHohs    | H019        | Randow- / Warnitzer Straße Lage                                     | 1990         | 48 20–30 m                   | 2.600            | einteilige Säule                 | Der Brunnen steht auf dem Grundstück des Wohnungsunternehmens Vonovia, ein Zugang aus dem öffentlichen Raum ist verschlossen. Das Karree wird von Randowstraße 24–30, 32–38, Warnitzer Straße 7–1 und Vincent-van-Gogh-Straße 8–18 umschlossen, es gibt Hofeingänge an Häusern und zentral liegt ein Spielplatz. Der Brunnenstandort an der 45 Meter nicht geschlossenen Westecke, ist jedoch seit 2012 mit einem übermannshohen Metallzaun mit Stacheldraht-Auflage gesperrt. Die 70 Meter entfernten H16 und H39 stehen fußläufig 200 Meter vor dem Haus Nummer 26 dieses Blockkarrees. Bis zum Ende der Verrieselung lag hier das Rieselbecken 38. Im Eigentum des Bundes |
| NHohs    | H020        | Biesenbrower/ Welsestraße (Innenhof) Lage                           | 1986         | 48 20–30 m                   | 2.050            | einteilige Säule                 | Der Brunnen steht auf einem Howoge-Grundstück des Innenhofs Welsestraße (79–95) und Biesenbrower Straße (114–130). Der Zugang ist vom Spielplatz an der Biesenbrower Straße östlich möglich. Der Innenhof ist umzäunt, aber nicht verschlossen. Der Brunnen befindet sich auf einer Sandfläche unweit vom Spielplatz des Hofs, dabei ist das Brunnenstandrohr mit 30 cm Durchmesser teilweise freigelegt. Bis zur Stilllegung der Rieselung und der Bebauung mit den Neubauten von Falkenberg-West befand sich an dieser Stelle das Rieselfeld 33 des Gutes Wartenberg. Im Eigentum des Bundes |
| NHohs    | H021        | Seehausener Straße Ecke Vincent-van-Gogh-Straße Lage                | 1987         | 56 30–40 m                   | 1.900            | dicke Säule (zweiteilig)         | Der Brunnen steht auf einem erhöhten Podest mit Geländer zwischen der Stirnseite des Wohnhauses Vincent-van-Gogh-Straße 34 im Wohnblock und der Fahrstraße. Er befindet sich mit dem Zugang zu dieser erhöhten Position der Parkstraße vor dem Wohnblock Seehausener Straße 2 und folgende. Diese erhöhte Aufstellung einen Meter über Straßenniveau ist ungewöhnlich, der Brunnenständer ist jedoch wie üblih mit seiner quadratischen Grundplatte auf dem Sockel verschraubt. Die Betonplatte mit dem Straßeneinlass (runder Rost) ist bemoost, umgeben ist sie mit Vorgartenpfosten. Der Rost liegt nicht direkt unter dem Bogen des Wasseraustrittrohrs. Ein Grund für solche Erhöhung des Brunnenständers ist nicht erkennbar. Das Kein-Trinkwasser-Schild ist am Rand überlackiert und (wohl) schon älter. Im Eigentum des Bundes |
| NHohs    | H022        | Pablo-Picasso-/ Randowstraße Lage                                   | 2015         | 45 20–30 m                   | 0860             | dreiteilige Säule                | Der Straßenbrunnen steht vor dem Grundstück der Randowschule (Randowstraße 45) an der Ostecke der in die Pablo-Picasso-Straße mündenden Randowstraße, schräg gegenüber der Trafostation (Pablo-Picasso-Straße 12). Vor dem Gehweg an der Randowschule liegt die Betonfläche mit dem Brunnenständer und dem runden Straßeneinlass in der verstruppten Rasenfläche am Rand der Zufahrtstraße zum Parkplatz der zwischen Schule und Fahrbahn liegt. Die Bebauung an der Straße ist um 20 Meter von der Fahrbahnkante zurückgesetzt. |
| NHohs    | H023        | Hagenower Ring 16 Lage                                              | 2015         | 49 7–10 m                    | 1.400            | dreiteilige Säule                | Der Standort des Brunnens befindet sich gegenüber von der Ecke am Hagenower Ring 16 am Fahrbahnrand. Der Brunnenständer hat am mittleren Säulenteil für den Ansatz des Austrittsrohrs eine kurze Erweiterung. Er steht mit dem Straßeneinlass auf der für die Neubausiedlung in Hohenschönhausen typischen Betonplatte von 2 m Länge. Auf der am Brunnenstandort angrenzenden, im Jahr 2016 noch unbebauten Grün-/Brachfläche Hagenower Ring 47/49, wurde 2017 eine fünfgeschossige MUF (Modulare Unterkunft für Flüchtlinge) der mitHilfe GmbH mit einer Kapazität für 300 Menschen errichtet. |
| AHohs    | H024        | Werneuchener Ecke Genslerstraße Lage                                | 1968         | 48 20–30 m                   | 2.400            | Krausebrunnen                    | Der Straßenbrunnen steht auf dem Nordeck (Flurstück 366) zwischen Werneuchener und Genslerstraße, 15 Meter in die Werneuchener Straße hinein, 20 Meter von der Bushaltestelle. Diese 0,2 ha große Grünfläche ist von einem achtgeschossigen (Plattenbau-)Wohnblock abgeschlossen, geplant war davor ein Bogen der Plauener Straße in die nicht umgesetzte Ohrdrufer Straße. Die Pumpe ist auf dem Gehweg nahe am Straßenrand betoniert und hat ihren Abfluss zur Straßenrinne. Das Auslaufrohr ist zur Straße gerichtet, darüber das Kunststoffschild „Kein Trinkwasser“. Der Handschwengel ist dazu 90° nach links angebracht. Das Südufer des Obersees ist 200 Meter entfernt. Im Eigentum des Bundes |
| AHohs    | H025        | Ferdinand-Schultze- / Worbiser Straße Lage                          | 2016         | 49 20–30 m                   | bis zu 1600      | dreiteilige Säule                | Der Notwasserbrunnen steht am westlichen Straßenrand gegenüber vom Grundstück Ferdinand-Schultze-Straße 30 und somit 25 Meter der Einmündung der Worbiser Straße gegenüber. Die Betonplatte mit Brunnenständer und Straßeneinlass liegt im Baumstreifen des Gehwegs. Die Aufstellung des Brunnens erfolgte (wohl) in Verbindung mit den beabsichtigten Bauarbeiten zur Vervollständigung der Wohnsiedlung Weiße Taube. Für die noch vorhandenen unbebauten Flächen an der Landsberger Allee wurde 2018 Baufreiheit geschaffen. |
| AHohs    | H031        | Manetstraße (Nr. 36) Lage                                           | 1969         | 50 25–35 m                   | 3.500            | dicke Säule (zweiteilig)         | Der Straßenbrunnen steht 15 Meter in die Manetstraße von der Südwestecke zur Scharnweberstraße (Flurstück 15), vor einem Eckgrundstück, das mit Scharnweberstraße 9a adressiert ist. Auf dem Rasenrand des Gehwegs ist die Pumpe mit einer quadratischen Platte auf dem Standrohr in einer anderthalb Meter langen Betonierung mittig aufgesetzt. Der Wasserüberlauf erfolgt über einen runden Rost in die Straßenentwässerung. Der Schwengel zur Hebung des Grundwassers liegt diesem gegenüber, das Kein-Trinkwasser-Schild ist zur Straße gerichtet. Das Südufer des Obersees ist 200 Meter entfernt. Im Eigentum des Bundes |
| AHohs    | H032        | Wriezener Straße Lage                                               | 1969         | 50 20–30 m                   | 2.100            | Krausebrunnen                    | Der Straßenbrunnen in der Wriezener Straße, 20 Meter von der Südostecke der Küstriner Straße, befindet sich im Kleinpflasterrand am Gehweg vor dem Gebäude Wriezener Straße 6, das zur Manfred-von-Ardenne-Schule gehört. Das Brunnengehäuse ist auf dem Standrohr einbetoniert, der runde Rost für überlaufendes gepumptes Wasser ist im Kleinpflaster eingelassen. Auslauf und Schwengel liegen parallel zum Straßenlauf. >Beidseitig sind Baumschutzbügel eingelassen. |
| AHohs    | H033        | Große- Leege-Straße 19 Lage                                         | 1969         | 46 20–30 m                   | 2.700            | Krausebrunnen                    | Der Straßenbrunnen befindet sich gegenüber der Zufahrt zum Discounter-Markt Lidl vor dem siebengeschossigen, 2008 errichteten Wohnhaus (Flurstück 140). Der Standort ist 20 Meter zur SW-Ecke mit der Schöneicher Straße entfernt. Der Straßenbrunnen steht auf einer Fläche, die mit Sechseck-Matten abgedeckt ist, so kann das nicht aufgefangene Pumpenwasser im Boden versickern. Von der Straßenseite her ist der Hinweis Kein Trinkwasser lesbar. Im Eigentum des Bundes |
| NHohs    | H034        | Demminer Straße (#38) Lage                                          | 1991         | 49 15–20 m                   | 2.450            | dicke Säule (zweiteilig)         | Der Straßenbrunnen steht vor der Mauer des Grundstücks Nummer 38, hier befindet sich eine Tagespflegestätte der Volkssolidarität. Der Standort ist an der östlichen Straßenseite 30 Meter südöstlich vom fünfgeschossigen Wohnhaus Nummer 33. Der Brunnenständer hat am unteren Teil mittig einen quadratischen Ansatz, an dem ein kurzes Rohr für den Wasseraustritt angeschraubt ist. Der Straßeneinlass ist mit einem Quadrataufsatz abgedeckt. Anzumerken ist der auf dem Dach des Brunnenständers aufsitzende spitze Kegel mit der sonstigen Kugel. Die Rasenfläche mit der Betonplatte für Brunnen und Ablauf liegt neben der Quer-zur-Fahrbahn-Parkfläche. Die Crivitzer Straße ist 140 Meter und die Neubrandenburger Straße (Ortsteilgrenze zu Wartenberg) ist 130 Meter vom Standort entfernt. Im Eigentum des Bundes |
| NHohs    | H035        | Grevesmühlener Straße/ Crivitzer Straße Lage                        | 1991         | 48 10–15 m                   | 1.860            | dicke Säule (zweiteilig)         | Der Brunnen steht an der westlichen Ecke 20 Meter von der Stirnseite Crivitzer Straße 34 (Grevesmühlener Straße 15) zwischen Parkplatz und Fahrbahn Crivitzer Straße. Der Brunnenständer befindet sich innerhalb der Rasenfläche mit dem quadratischen Ablaufrost auf einer betonierten Fläche. Die Inspektionsklappe liegt unter dem Schwengel gegenüber vom Wasseraustritt am unteren verdickten Rohr zur Grundplatte. |
| NHohs    | H036        | Demminer Straße 11a Lage                                            | 1991         | 44,5 7–10 m                  | 2.050            | dicke Säule (zweiteilig)         | Der Standort befindet sich gegenüber dem Haus 11a (Stirnseite 9c) auf einer kleinen Rasenfläche neben dem Fußweg zwischen Jugendkunstschule Lichtenberg (Jugend- und Kinderzentrum, Demminer Straße 6) und der Rückseite der Kita Crivitzer Straße 16. Der Abstand des Notwasserbrunnens zur Crivitzer Straße beträgt 70 Meter, ebenfalls zur Egon-Erwin-Kisch-Straße. Im Unterschied zu ähnlichen Brunnenständern fällt die Schweißnaht zwischen Unterrohr und dem (erweiterten) Rohr der Grundplatte auf. Das Austrittsrohr ist kurz und besitzt einen Stift am Bogen, der als Eimerhalter genutzt werden kann. Das Rohr ist am quadratischen Ansatzstück des Unterrohrs angeschraubt. Im Eigentum des Bundes |
| NHohs    | H037        | Grevesmühlener Straße/ Kröpeliner Straße Lage                       | 1991         | 48 20–30 m                   | 1.710            | dicke Säule (zweiteilig)         | Am Westende des Mittelstreifens in der Grevesmühlener Straße / an der Mündung der Kröpeliner Straße steht der Brunnen H 37. Er befindet sich auf einer Betonplatte (2 m²) zusammen mit dem Straßeneinlauf, die 25 Meter gegenüber dem sechsgeschossigen Wohnhaus Kröpeliner Straße 21 am Weg zur Grünfläche Grevesmühlener Straße 36 liegt. Das untere Rohr (es ist stärker im Durchmesser) ist mit dem oberen Aufsatz verschweißt, am oberen sind die Schraublöcher somit leer. Der Straßeneinlauf erfolgt über einen quadratischen Rost. |
| NHohs    | H039        | Randowstraße 26 Lage                                                | 1993 20–30 m | 57                           | 1.940            | dicke Säule (zweiteilig)         | Die Säule steht direkt am Straßenrand vor dem zehngeschossigen WBS70-Wohnhaus 26. Zwischen den Parkstreifen befindet sich eine verbuschte Grünfläche mit dem Brunnen und Straßeneinlauf auf einer Fläche mit Kleinpflaster. Auf der gegenüberliegenden Straßenseite befindet sich ein kleiner Park mit Spielplatz und daneben die Rückseite des „WelseCenter 2“, von dieser Seite ein REWE-Markt. Im Eigentum des Bundes |
| NHohs    | H040        | Seehausener Straße 46 Lage                                          | 1993 20–30 m | 52                           | 2.130            | dicke Säule (zweiteilig)         | Der Brunnen steht am Gehwegrand der Wohnhausecke Seehausener Straße 44/46 des fünfgeschossigen Wohnblocks. Auf dem dieser Nordwestecke benachbarten Durchgang zur Biesenbrower Straße befindet sich ein Kinderspielplatz an den Wohnblock 34–38. Auf dem gegenüberliegenden (vorher brachen) Grundstück 33–39 am Ostende des Ortsteils wurde Ende der 2010er Jahre (hier 2017/2018) gebaut: MUF= Modulare Unterkunft für 500 Flüchtlinge. Dementsprechend stand der Brunnen bei der Begehung (März 2018) zwischen dem Bau am Straßenrand. Brunnenständer und runder Rost des Straßeneinlaufs sind auf einer Kleinpflasterfläche eingebracht. Im Eigentum des Bundes. |
| NHohs    | H041        | Prendener/ Grevesmühlener Straße Lage                               | 1993         | 48 20–30 m                   | 2.200            | dicke Säule (zweiteilig)         | Der Brunnen steht auf privatem Grundstück vor dem 16-geschossigen Wohnhochhaus Prendener Straße 28 an der Ostecke der einmündenden Grevesmühler Straße. Die Grünfläche, auf der der Brunnen vor dem Haus steht, ist mit einem hüfthohen Zaun gesichert, aber nicht völlig abgesperrt. Er hat keinen Straßeneinlass, das Pumpenwasser fließt auf eine Kleinpflasterfläche und versickert im Boden. Wasseraustritt und Handschwengel liegen gegenüber parallel zur Grevesmühlener Straße. Gegenüber befindet sich die Fritz-Reuter-Schule, Prendener Straße 29. Im Eigentum des Bundes |
| NHohs    | H042        | Warnitzer Straße ggü. 27 Lage                                       | 1993         | 48 20–30 m                   | 1.900            | einteilige Säule                 | Der Standort befindet sich vom WBS70/11-Wohnblock Haus 27 (und 25) schräg über die Straße hinweg am Zaun des Parkplatzes. Als nach 2010 der Parkplatz von der Wohnungsbaugenossenschaft Humboldt-Universität umzäunt wurde, war der Zugang zur Pumpensäule über den Weg der Grünfläche noch möglich. Neben der abgesperrten Parkfläche befindet sich die Kultureinrichtung „Humboldt-Haus“, Warnitzer Straße 13a, der WBG. Die Geschäftsstelle der Genossenschaft befindet sich in der vormaligen Kinderkombination (Warnitzer Straße 13). Am Standort des Brunnens direkt am Zaun steht er mit dem Straßeneinlass auf einer Fläche aus Formsteinen, begrenzt mit einem Überlaufstreifen. Andererseits ist der Standort von H16 nur 130 Meter direkt oder 280 Meter Fußweg entfernt. Im Eigentum des Bundes |

## Andere Standorte
Bei der Straßenbefahrung 2014/2015 im Auftrage des Senats wurden zwei Standorte für Straßenbrunnen aufgenommen, die nicht in der Liste der Straßenbrunnen von 2018 enthalten waren. Bei einer Begehung im Februar 2020 waren an beiden Standorten keine Straßenbrunnen vorhanden, auch eine Spur eines ehemaligen Standorts war nicht vorhanden.
- Wartenberg (LOR-Planungsraum Dorf Wartenberg: 4800 Einwohner): Astridstraße Lage, an der Einfahrt zum Privatparkplatz der KGA „Am Außenring“.[64] Der Flurabstand am Standort liegt bei 15–20 m. Der Zugang ist einerseits durch die Siedlung „Margarethenhöhe“ möglich 50 Meter südlich vom Grundstück Astridstraße 28. Andererseits sind es 80 Meter nördlich vom Max-und-Hertha-Naujocks-Weg, der die Astridstraße als Fußweg auf der Margaretenbrücke über den Berliner Außenring zum Wartenberger Weg (Ortsteil Neu-Hohenschönhausen) führt.[65] Die Straße 1 wurde 1999 in Astridstraße benannt gleichzeitig mit den anderen Straßen dieser Siedlung. Gegenüberliegend vom Brunnenstandort befand sich ehemals das Gelände der Berliner Kunstfeuerei Deichmann & Co.

- Falkenberg (LOR-Planungsraum Dorf Falkenberg : 1000 Einwohner): Marie-Elisabeth-von-Humboldt-Straße (Lage)[66]: Der Standort als blaues Quadrat ist auf der Karte[67] 160 Meter südlich der Landesgrenze. Die Straße führt 1,02 km nach Süden[68] zur Ahrensfelder Chaussee, deren südöstliche Grundstücke in Marzahn-West liegen. Die ist seit 1938 im Bebauungsplan als Straße 2 aufgenommen und wurde 2000 benannt. Hinter den westlichen Grundstücken liegt der Koppelgraben, über die Stadtgrenze in Ahrensfelde führt die Anliegerstraße Berlins[69][70] als Heinestraße weiter.

## OpenStreetMap
- Straßenbrunnen in Berlin - OpenStreetMap Wiki. In: wiki.openstreetmap.org. 21. Juni 2010, abgerufen am 8. Februar 2018 (englisch).
- Straßenbrunnen des Bezirks auf OpenStreetMap
- OSM-Karte zu Straßenbrunnen im Bezirk Lichtenberg